# Mike Michaud
Michael Herman Michaud  dit Mike Michaud, né le 18 janvier 1955, est un homme politique américain, représentant du Maine à la Chambre des représentants des États-Unis de 2003 à 2015.

## Biographie

### Origines et carrière professionnelle
Michaud grandit à Medway dans le Maine. Il est d'origine franco-américaine et parle français.
Comme son père et son grand-père, il travaille pour une usine de papier, la Great Northern Paper Company. Il y reste actif 29 ans, continuant à travailler à temps partiel lorsqu'il est élu à la législature du Maine.

### Carrière politique

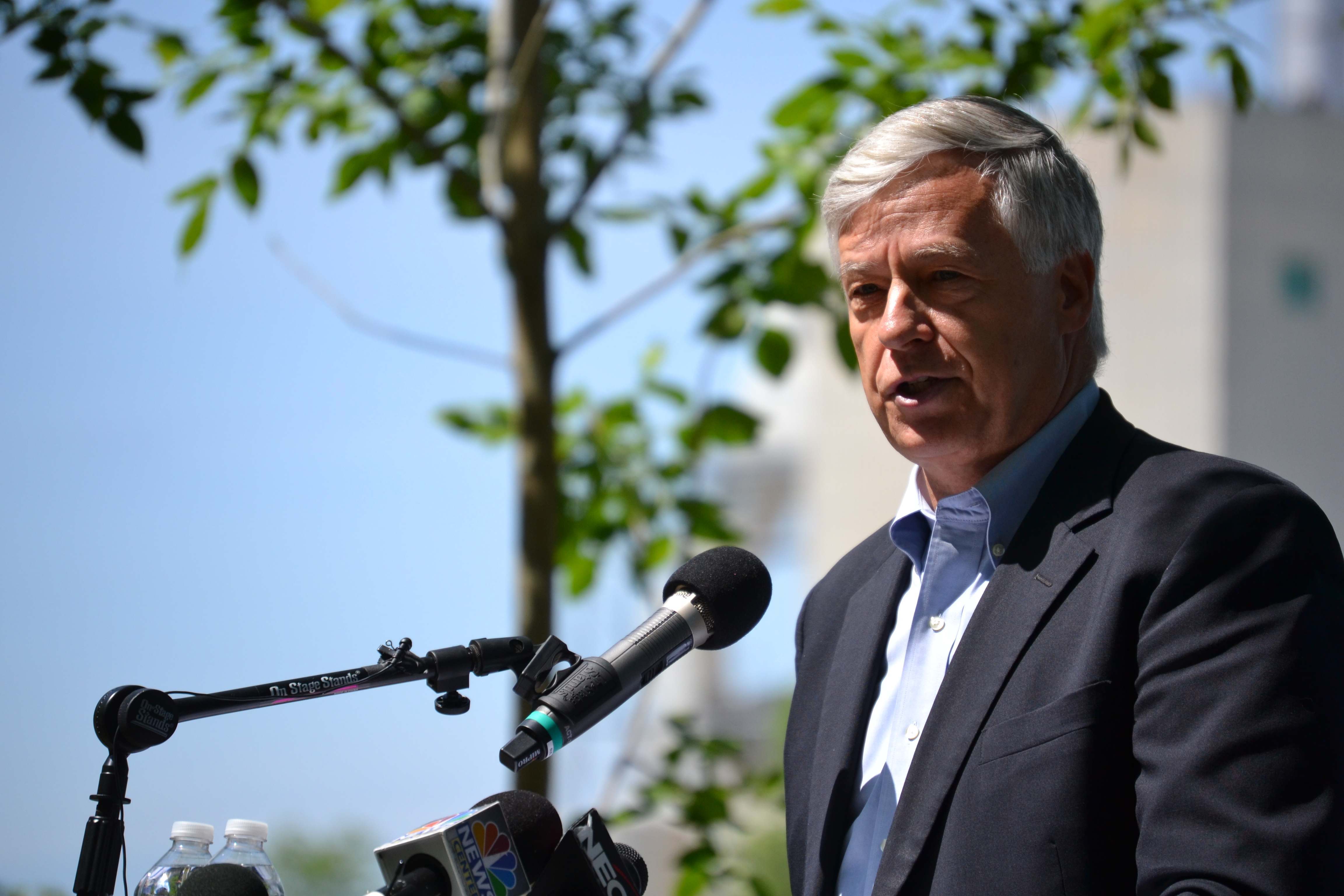
Mike Michaud en 2012.

Il siège à la Chambre des représentants du Maine de 1980 à 1994, puis au Sénat du Maine de 1994 à 2002. Il préside la chambre haute à partir de 2001.
En 2002, il est élu à la Chambre des représentants des États-Unis, dans le 2e district du Maine, avec 52 % des voix face au républicain Kevin Raye. Il est alors le premier franco-américain du Maine à être élu au niveau fédéral. Il est ensuite réélu pour cinq mandats supplémentaires, réunissant 58 % des voix en 2004, 70,5 % en 2006, 67,4 % en 2008, 55,1 % en 2010 et 58,2 % en 2012.
Encouragé par le Parti démocrate du Maine, Michaud est candidat au poste de gouverneur face au républicain sortant Paul LePage lors des élections de 2014. Quatre ans plus tôt, LePage avait remporté l'élection avec 37,6 % des voix, devant l'indépendant de centre-gauche Eliot Cutler à 35,9 %, la candidate démocrate d'alors étant reléguée en troisième position à 19 %. LePage est considéré comme l'un des gouverneurs républicains les plus en danger du pays. Il est en effet impopulaire et réputé pour ses propos controversés voire vulgaires. Il est même qualifié par Colin Woodard de Politico de « gouverneur le plus fou d'Amérique ».
Avec Michaud et LePage comme principaux candidats, c'est la première fois que deux Franco-Américains s'affrontent pour le poste de gouverneur du Maine. Cependant, Cutler est à nouveau candidat. Les démocrates l'accusent de séparer le vote anti-LePage et de prendre des voix à Michaud. Tout au long de la campagne, les sondages sont serrés et donnent alternativement Michaud ou LePage gagnant, selon le score de Cutler. En octobre, largement distancé par ses concurrents, Cutler annonce à ses partisans qu'ils peuvent voter pour un candidat mieux placé, sans toutefois mettre fin à sa campagne. Le sénateur indépendant Angus King apporte alors son soutien à Michaud,. LePage remporte l'élection avec 48,2 % des voix contre 43,3 % pour Michaud et 8,4 % pour Cutler. Pour certains commentateurs, Michaud aurait perdu des voix dans les zones rurales en raison de son coming out, mais il réfute cette hypothèse.
En juillet 2015, il est nommé par le président Barack Obama au poste de secrétaire-assistant au Travail, chargé de l'emploi et de la formation des vétérans. Sa nomination est confirmée par le Sénat en novembre.

### Vie privée
Le 4 novembre 2013, Michaud révèle son homosexualité en publiant un éditorial dans plusieurs journaux du Maine. Il souhaite ainsi mettre fin aux rumeurs qui couraient sur sa vie privée depuis l'annonce de sa candidature au poste de gouverneur,.

## Positions politiques
Lorsqu'il est législateur du Maine, Michaud est élu d'un district socialement conservateur du comté de Penobscot. Il est alors opposé au contrôle des armes à feu, à l'avortement et à l'interdiction de la discrimination contre les personnes homosexuelles. Ses positions évoluent lorsqu'il est élu au Congrès. Ainsi, lors de sa candidature au poste de gouverneur, il est soutenu à la fois par Human Rights Campaign et par Planned Parenthood.
Déclarant s'être engagé en politique pour rendre le fleuve Penobscot plus propre, il vote en faveur de politiques pour protéger l'environnement.
Michaud, syndiqué lorsqu'il était ouvrier, est proche des syndicats et s'oppose aux traités de libre-échange. Il est cependant conservateur sur le plan fiscal. Il est le seul représentant de Nouvelle-Angleterre à être membre de la Blue Dog Coalition, regroupant les démocrates conservateurs.